# Staci Wilson
Staci Wilson (8 de julho de 1976) é uma ex-futebolista estadunidense.